# Банк, Эммануил Борисович
Эммануил Борисович Банк (1840, Россиены, Ковенская губерния — 1891, Санкт-Петербург) — русский юрист еврейского происхождения.

## Биография
Из мещан. Воспитывался матерью известного общественного деятеля Э. Соловейчика. Получив начальное образование в Поневежском дворянском училище Ковенской губернии, продолжил в Московском университете изучать право.
В 1864 году был принят на службу в министерство юстиции Российской империи, и уже через год получил высшую награду (за окончание дел и счетов Императорского Черноморского флота во временной комиссии в Николаеве).
Затем работал в IV департаменте Правительствующего сената, и быстро прошёл первые секретарские должности. Он первым заменил чтение записок из дел устными докладами по самым даже сложным делам.
В 1868 году Э. Банк был назначен обер-секретарём и в этом звании дважды исполнял обязанности товарища председателя Петербургского коммерческого суда.
В 1870 г. стал присяжным поверенным и вскоре приобрел имя выдающегося адвоката. Отличался, между прочим, тем, что брал дела со строгим разбором.
Э. Банк в 1880-е годы состоял несколько лет гласным Санкт-Петербургской городской думы, и в этом звании дважды избирался присутствующим в губернском земском собрании.
В течение нескольких десятилетий Э. Банк состоял членом Комитета общества распространения просвещения между евреями в России и Временного комитета ремесленного и земледельческого фонда.
Был одним из членов еврейской депутации, представившейся в 1881 году императору Александру III по восшествии его на престол.
Его сын Владимир Банк (1876—1942) — русский и советский библиограф, библиотековед, историк и педагог. Внук Борис Банк (1900—1984) — советский библиотековед и читателевед.